# Швюльпер
Швюльпер (нем. Schwülper) — община в Германии, в земле Нижняя Саксония.
Входит в состав района Гифхорн. Подчиняется управлению Папентайх. Население составляет 6791 человек (на 31 декабря 2010 года). Занимает площадь 20,89 км².
Коммуна подразделяется на 6 сельских округов.
| Год  | Население |
| ---- | --------- |
| 1990 | 5003      |
| 1995 | 5450      |
| 2000 | 6376      |
| 2005 | 6676      |
| 2010 | 6767      |